# Dorota Mogore-Tlałka
Dorota Mogore-Tlałka (* 27. April 1963 in Zakopane, Polen) ist zusammen mit ihrer jüngeren Zwillingsschwester Małgorzata Mogore-Tlałka über Jahre eine der weltweit besten Slalom-Skirennläuferinnen gewesen.
Mogore-Tlałka gewann drei Bronzemedaillen bei den Junioreneuropameisterschaften 1981. Ihren ersten Podestplatz im Weltcup erreichte sie 1982 im Slalom von Montgenèvre (FRA), hinter Christin Cooper (USA) und Maria Epple (GER) wurde sie Dritte. Ihren einzigen Weltcupsieg feierte Mogore-Tlałka als Polin im Slalom von Madonna di Campiglio (ITA) in der Saison 1984/1985.
Durch ihre Heirat mit einem Franzosen startete sie ab 1986 für das Team aus Frankreich. Der Zwillingsbruder ihres Ehemanns ist mit ihrer Zwillingsschwester Małgorzata verheiratet. Ihre Karriere beendete Dorota Mogore-Tlałka 1989 mit einem 6. Platz in Shigakōgen (Japan).
An Weltmeisterschaften oder Olympischen Spielen hat sie die Medaillenplätze knapp verfehlt.